# 검은 전쟁

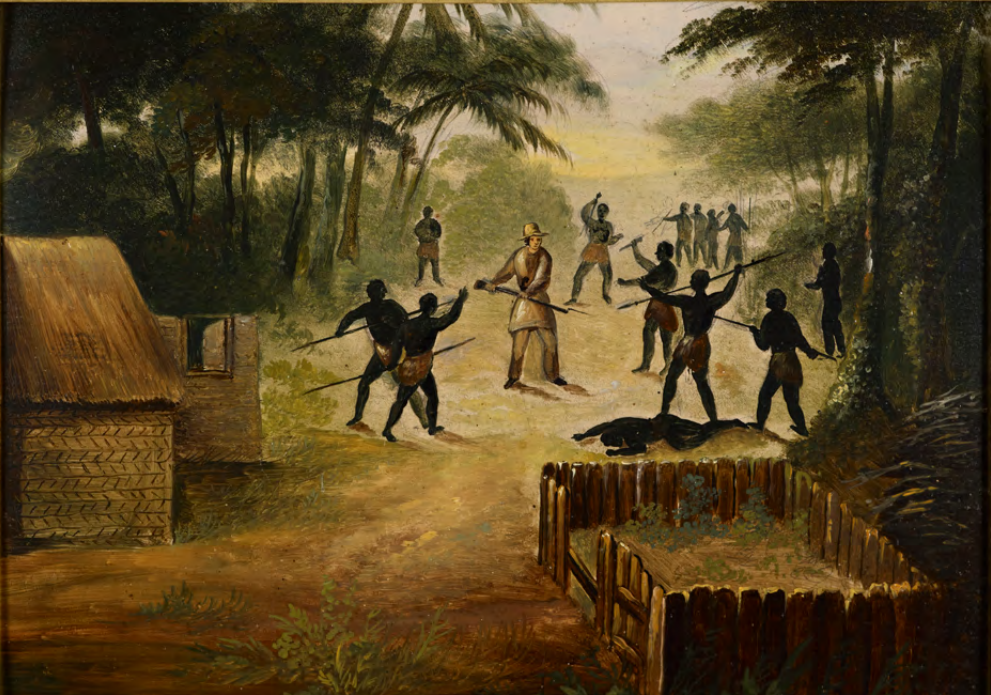

검은 전쟁, 흑전쟁, 블랙워(Black War)는 1820년대 중반부터 1832년까지 태즈메이니아주에서 영국 식민지 개척자들과 태즈메이니아 원주민들 사이에 폭력적인 갈등이 있었던 시기이다. 주로 양측이 게릴라 전쟁으로 치른 이 갈등은 600~900명의 원주민과 영국 식민지 개척자 200명 이상의 목숨을 앗아갔다. 태즈메이니아 원주민이 거의 사라질 뻔했고 대규모 폭력이 빈번하게 발생했기 때문에 역사가들 사이에서는 검은 전쟁을 대량학살 행위로 정의해야 하는지에 대한 논쟁이 촉발되었다.

## 같이 보기
- 나이팅게일 (2018년 영화)